# Frank Williams (acteur)
Pour les articles homonymes, voir Frank Williams (homonymie) et Williams.
Frank Williams, né le 2 juillet 1931 à Londres et mort le 26 juin 2022, est un acteur britannique.

## Filmographie partielle
- 1956 : The Extra Day
- 1957 : L'Évadé du camp 1
- 1963 : Hôtel international
- 1966 : M15 demande protection
- 1970 : Le Mur de l'Atlantique
- 1975 : Objectif Lotus
- 1977 : Jabberwocky
- 1978 : La Malédiction de la Panthère rose
- 1979 : The Human Factor
- 2016 : La British Compagnie